# Nemes István műveinek listája
Nemes István és az általa használt írói álnevek alatt ír műveinek listája:

## Fantasy regények
- John Caldwell: A Káosz Szava; Griff Könyvek; 1990
- Jeffrey Stone (Tsz): Harc az Éj Kövéért; Art Phoenix; 1990
- Jeffrey Stone (Tsz): Az Éj Kardja; Art Phoenix; 1990
- John Caldwell: A Káosz Szíve; Bauker Kft.; 1991
- Jeffrey Stone: Az Éj Istene; Art Phoenix; 1991
- Jeffrey Stone: A Hajnal Lovagja; Cherubion/Phoenix; 1991
- John Caldwell: A Káosz Éve; Cherubion; 1992
- Donald H. Wisdone (Tsz): Kristálymágia; Cherubion; 1992
- Jeffrey Stone: A Hajnal Királynője; Cherubion; 1992
- John Caldwell: A Káosz káosza; Cherubion; 1993
- Jeffrey Stone (Tsz): A Hajnal Hadura; Cherubion; 1993
- Jeffrey Stone: Látogató a Sötétségből; Cherubion; 1993
- John Caldwell: A Káosz elszabadul; Cherubion; 1994
- Jeffrey Stone: Ghouzm Gyöngyei; Cherubion; 1994
- John Caldwell: Fényhozó; Cherubion; 1994
- John Caldwell: A Káosz virágai; Cherubion; 1995
- Jeffrey Stone & Liam Strong: A Zöld Úrnő; Cherubion; 1995
- Jeffrey Stone: Gyémántváros; Cherubion; 1995
- John Caldwell: Drén fivérek; Cherubion; 1996
- Jeffrey Stone & Julién la Salle: Rennadant; Cherubion; 1996
- Jeffrey Stone (Tsz): Sárkányok és helikopterek; Cherubion; 1996
- Jeffrey Stone & George Stark: A Menyét Éve; Cherubion; 1997
- John Caldwell: Démonmágus; Cherubion; 1997
- John Caldwell: Elf mágia; Cherubion; 1997
- John Caldwell: A Káosz kincse; Cherubion; 1997
- Jeffrey Stone: A bosszú démona; Cherubion; 1998
- Jeffrey Stone: Az élőhalott és a félholt élő; Cherubion; 1998
- Jeffrey Stone: Egy hulla nem csinál nyarat; Cherubion; 1998
- Jeffrey Stone: Az Élőhalott Balladája; Cherubion; 1998
- John Caldwell: Nincs kegyelem; Cherubion; 1998
- John Caldwell: Trollvadászok; Cherubion; 1998
- John Caldwell: A Káosz Sárkányai; Cherubion; 1998
- John Caldwell: Jégmágia; Cherubion; 1999
- John Caldwell: A halál árnyéka; Cherubion; 1999
- John Caldwell: A Káosz Sötét Oldala; Cherubion; 2000
- John Caldwell: Káosz Dréniában; Cherubion; 2000
- John Caldwell: A Síró Madzsun; Cherubion; 2001
- John Caldwell & Benjámin Rascal: A Sárkány Könnyei; Cherubion; 2001
- John Caldwell: Vérkáosz. Fantasy regény; Cherubion, Debrecen, 2001 (Cherubion fantasy exkluzív, 45.)
- Jeffrey Stone: Az Éj trilógiája. Három regény egy kötetben (Harc az Éj Kövéért. Az Éj Kardja. Az Éj Istene); 4. kiad.; Cherubion, Debrecen, 2001 (Cherubion fantasy exkluzív, 46.)
- John Caldwell: A Káosz démonai; Cherubion, Debrecen, 2002 (Cherubion fantasy exkluzív, 49.)
- John Caldwell: Mokhara démona. Fantasy regény; Cherubion, Debrecen, 2003 (Cherubion fantasy exkluzív, 54.)
- John Caldwell: Fekete lángok. Regény a Káosz világán; Cherubion, Debrecen, 2002 (Osiris könyvek, 89.)
- John Caldwell: Az Aranyváros ostroma: Cherubion, Debrecen, 2003 (Cherubion fantasy exkluzív, 51)
- John Caldwell: Hideglelés. Fantasy regény; Cherubion, Debrecen, 2007 (Osiris könyvek, 124.)
- John Caldwell: A káosz ünnepe. Fantasy regény; Cherubion, Bp., 2010 (Cherubion fantasy exkluzív, 74.)

## Sci-fi regények
- David Gray: Worluk átka; Art Phoenix; 1990
- Andrew Hall (Tsz): Titkok világa; Art Phoenix; 1991
- Mark F. Wilson: A boldogság kék szörnyetege; Art Phoenix; 1992
- Mark F. Wilson (Tsz): Terminátor 1: Démon a jövőből; LAP-ICS; 1994
- Mark F. Wilson (Tsz): Terminátor 2:.Az orgyilkos; LAP-ICS; 1995
- Mark F. Wilson (Tsz): Terminátor 3: A gólem; LAP-ICS; 1995
- Mark F. Wilson (Tsz): Terminátor 4: A leszámolás; LAP-ICS; 1995
- Mark F. Wilson (Tsz): Terminátor 5: A halálzóna; LAP-ICS; 1996
- Mark F. Wilson (Tsz): Terminátor 6: Ellencsapás; LAP-ICS; 1996
- Mark F. Wilson (Tsz): Terminátor 7: Invázió; LAP-ICS; 1996
- Mark F. Wilson (Tsz): Terminátor 8: Tűzvihar; LAP-ICS; 1997
- Jeffrey Stone: Az Univerzum Örökösei; Cherubion; 1997
- Jeffrey Stone: 2099. Menekülés Nyú Drcenből. Science fiction regény; Cherubion, Debrecen, 2002 (Cherubion science fiction, 26.)

## Romantikus regények
(MEAN = „Megveszem ezt a nőt"-sorozat)
- Mary Kelson: Irány Florida!; Art Phoenix; 1991
- Julié Scott (Tsz: Nemes Judit): Athéni éjszaka; Art Phoenix; 1991
- Hombre Jomenes: MEAN4: A történet folytatódik; LAP-ICS; 1993
- Hombre Jomenes: MEAN5: Szerelem és bűnbocsánat; LAP-ICS; 1993
- Hombre Jomenes: MEAN6: Bosszú és kárhozat; LAP-ICS; 1993.
- Hombre Jomenes: MEAN7: Szenvedély és hit; LAP-ICS; 1993
- Hombre Jomenes: MEAN8: Kísért a múlt; LAP-ICS; 1993
- Hombre Jomenes: MEAN9: A szerelem hatalma; LAP-ICS; 1993
- Hombre Jomenes: MEAN10: Dédelgetett álmok; LAP-ICS; 1993
- Hombre Jomenes: MEAN11: Összetört szívek; LAP-ICS; 1993
- Hombre Jomenes: MEAN12: Perzselő vágyak; LAP-ICS; 1994
- Hombre Jimenes (Tsz): MEAN13: Eltékozolt érzelmek; LAP-ICS; 1994
- Hombre Jimenes (Tsz): MEAN14: Nincs kegyelem; LAP-ICS; 1994
- Hombre Jimenes (Tsz): MEAN15: Az érzelmek hullámain; LAP-ICS; 1994
- Hombre Jimenes (Tsz): MEAN16: Válságban; LAP-ICS; 1994
- Hombre Jimenes (Tsz): MEAN17: Az Angyalok Városa; LAP-ICS; 1994
- Hombre Jimenes (Tsz): MEAN18: Siker és csillogás; LAP-ICS; 1994
- Hombre Jimenes (Tsz): MEAN19: Tomboló áradat; LAP-ICS; 1994
- Hombre Jimenes (Tsz): MEAN20: Nagy leszámolások; LAP-ICS; 1994
- Mary Kelson (Tsz): Végzetes szenvedély; Hajjá & Fiai; 1994
- Hombre Jimenes (Tsz): MEAN21: Végső elkeseredés; LAP-ICS; 1995
- Hombre Jomenes: Rabszolgalány 1.; LAP-ICS; 1995
- Hombre Jomenes: Rabszolgalány 2.; LAP-ICS; 1995
- Hombre Jimenes (Tsz): MEAN22: Elveszett lelkek; LAP-ICS; 1995
- Hombre Jimenes (Tsz): MEAN23: Bosszúhadjárat; LAP-ICS; 1995
- Hombre Jimenes (Tsz): MEAN24: Kedves viszontlátások; LAP-ICS; 1995
- Hombre Jimenes (Tsz): MEAN25: Új szerelmek, régi csalódások; 1995
- Hombre Jimenes (Tsz): MEAN26: Megbocsátás és harag; LAP-ICS; 1995
- Hombre Jimenes (Tsz): MEAN27: Reflektorfényben; LAP-ICS; 1995
- Aiulrey D. Millard: Scarlett: Ahonnan a szél fúj; TOTEM; 1995
- Pacheco Fernandes: Kisasszony 7; LAP-ICS; 1995
- Pacheco Fernandes: Kisasszony 8; LAP-ICS; 1995
- Pacheco Fernandes: Kisasszony 9; LAP-ICS; 1995
- Pacheco Fernandes: Kisasszony 10; LAP-ICS; 1996
- Angéla Mancini: Borostyán 9; LAP-ICS; 1996
- Angéla Mancini: Borostyán 10; LAP-ICS; 1996
- Angéla Mancini (Tsz): Borostyán 11; LAP-ICS; 1996
- Angéla Mancini (Tsz): Borostyán 12; LAP-ICS; 1996
- Angéla Mancini (Tsz): Borostyán 13; LAP-ICS; 1996
- Angéla Mancini (Tsz): Borostyán 14; LAP-ICS; 1996
- Angéla Mancini (Tsz): Borostyán 15; LAP-ICS; 1996
- Angéla Mancini (Tsz): Borostyán 16; LAP-ICS; 1996
- Angéla Mancini (Tsz): Borostyán 17; LAP-ICS; 1996
- Angéla Mancini (Tsz): Borostyán 18; LAP-ICS; 1996
- Audrey D. Millard: Scarlett: Boldogtalan boldog évek; TOTEM; 1996
- Angéla Mancini (Tsz): Borostyán 19; LAP-ICS; 1997
- Angéla Mancini (Tsz): Borostyán 20; LAP-ICS; 1997
- Angéla Mancini (Tsz): Borostyán 21; LAP-ICS; 1997
- Angéla Mancini (Tsz): Borostyán 22; LAP-ICS; 1997
- Júlia Gianelli: Szenvedélyek 1; LAP-ICS; 1997
- Júlia Gianelli: Szenvedélyek 2; LAP-ICS; 1997
- Audrey D. Millard: Scarlett: Keserves út a boldogsághoz; TOTEM; 1997
- Audrey D. Millard: Scarlett: A Rózsaszín Kastély 1; TOTEM; 1997
- Audrey D. Millard: Scarlett: A Rózsaszín Kastély 2.; TOTEM; 1998
- Audrey D. Millard: Scarlett: A Rózsaszín Kastély 3.; TOTEM; 1998

## Paródia regények
- John Caldwell & Jeffrey Stone (Tsz): Az Éj Káosza; Cherubion; 1993
- John Caldwell & J. Stone (Tsz): A Káosz Éje; Cherubion; 1994
- John Caldwell & J. Stone (Tsz): Zzz-űrzavar; Cherubion; 1995
- John Caldwell & Jeffrey Stone: Telepítvény; Cherubion; 1998
- John Caldwell & J. Stone: SW1: Bárgyúgolyó futam; Cherubion; 1999
- John Caldwell & Jeffrey Stone Rascal: Konyak, a barbár; Cherubion; 2000
- John Caldwell & Jeffrey Stone SW2: Nabumm; Cherubion; 2000
- John Caldwell & Jeffrey Stone & B. Rascal: SW3: A Turbó Sötét Oldala; 2001
- John Caldwell & Jeffrey Stone& B. Rascal: SW4: Még zöldebb a Turbó...; 2001
- Jeffrey Stone & John Caldwell & Benjamin Rascal: A klórok tántorgása avagy A Pajzs a résen akció!; Cherubion, Debrecen, 2002

## Egyéb regények
- Nemes - Hajja: Secu-terroristák Magyarországon; Art Phoenix; 1990
- John C. Gordon (Tsz): Dögkeselyűk; kommandós; Hajja &Fiai; 1993
- Jeffrey Stone & George Stark: Véreső; thriller; Cherubion; 1995
- Nemes István: A miniszter félrelép; komédia; Totem; 1999
- Nemes István: Csiliagharcos; SF-játékkönyv; Graph-Art; 2000
- Rap, revü, Rómeó. Oláh J. Gábor és Révész Gábor forgatókönyve alapján írta Nemes István; Alexandra, Pécs, 2004

## Kiadatlan regények
(Ezek a regények még az első regény megjelenése előtt íródtak, és a gyűjtők között fénymásolatban keringenek. Egy kezdő író kezdetleges művei; jelen formájukban nem ütik meg a kiadhatóság szintjét.)
- Nemes István: A Styen-1 legszebb napjai (SF)
- Nemes István: Két vagy háromszáz év (SF)
- Nemes István: Az isten neve Web Larch (SF) befejezetlen

## Fantasy kisregények és novellák
- (N) = novella(K) = kisregény
  - NI: = Nemes István néven
  - JC: = John Caldwell néven
  - JS: = Jeffrey Stone néven
  - JJB: = Jessica J. Brutal néven

- JS: Rossz hold; (N); Kard és Boszorkányság; 1994
- K: Pont egy ponty; (K); Kard és Boszorkányság; 1994
- JS. Gyémántváros; (K); Fényhozó; 1994
- JC: Tirpó és a tündemanó; (N); Kalandorok; 1995
- NI & Szendrei László; A farkas árnyéka; (K); Kalandorok; 1995
- JC: Tirpó és a két egyszarvú; (N); Kalandorok; 1995
- JS: Kalandorok; (N); Kalandorok; 1995
- K: A boszorkány átka; (N); Boszorkányok; 1995
- JS: Mindent vagy semmit; (N); Boszorkányok; 1995
- JC: Démonok; (K); Démonok; 1995
- JS: A bosszú démona; (N); Démonok; 1995
- JC & Garry Hamilton; Tök káosz; (K); Lidércek; 1995
- JS: Mielőtt kopogtat a Kaszás; (N); Lidércek; 1995
- JC & Mark Shadow; Halálosztók; (K); Halálosztók; 1996
- IS & Arthur P. Feist; Ez nekünk M.A.G.O.S.; (K); Halálosztók; 1996
- JC & Arthur P. Feist; Holtak serege; (K); Holtak serege; 1996
- JJB: Hullahegyek; (N); Sárkányok; 1996
- JJB: Sárkányfalatok; (N); Sárkányok; 1996
- JC: Halál a sárkányokra!; (N); Sárkányok; 1996
- JC: Kapitális példány; (N); Sárkányok; 1996
- JC: A farkasember utolsó éjszakája; (N); Démonhercegnő; 1997
- JJB: Kölcsön brutál visszajár; (N); Démonhercegnő; 1997
- JS: Álmok bál után; (N); Démonhercegnő; 1997
- JC & Liam Strong; Pirtó néne gyógykenőcse; (N); Trollvadászok; 1998
- JS: Farkas ellen farkast; (N); Trollvadászok; 1998
- JC: A Döberki Rém; (K); Vámpírok; 2000
- JC & JS: Pokoli történet; (N); Barbár pokol; 2000
- JS: Kryun; (K); Cherubion Legendái; 2000
- JC & Benjámin Rascal: Vak-merőség; (N); A Romok Úrnője; 2001
- JC & C.J. Fayard & Bán M; Kard, buzogány, könyv; (K); KRPG; 2001

## Science fiction kisregények és novellák
- NI: Apokalipszis; (N); Spirál 1.; 1980
- NI: IC 88640; (N); Spirál 2.; 1980
- l 3.; 1982
- NI: Fantáziagép; (N); Spirál 3.; 1982
- NI: Történelmi lépés; (N); Spirál 3.; 1982
- NI: Újsághír a III. évezredből; (N); Spirál 3.; 1982
- NI: A legszebb öröm; (N); Spirál 4.; 1983
- NI: Én ott leszek; (N); Spirál 4.; 1983
- NI: Isten születik; (N); Spirál 4.; 1983
- NI: Mennybemenetel; (N); Spirál 4.; 1983
- NI: Peches időutas; (N); Spirál 4.; 1983
- NI: Csillagot az égről; (N); Metamorf 2.; 1987
- NI: Doboz; (N); Spirál 5.; 1987
- NI: Mások, mint mi; (N); Galaktika 78.; 1987
- NI: Őrült napok voltak...; (N); Spirál 5.; 1987
- NI: Mások, mint mi; (N); Galaktika 78.; 1987
- NI: A Nagy Karnevál; (K); Aréna 1-2; 1988
- NI: Állatkerti tréfa; (N); Spirál 6.; 1988
- NI: Antigenezis; (N); Metamorf 3.; 1988
- NI: Ghouzm Gyöngyei; (N); Helios L; 1988
- NI: Ghouzm küszöbén; (N); Helios 2.; 1988
- NI: Hűha!; (N); Spirál 6.; 1988
- NI: Mese; (N); Aréna 2; 1988
- NI: Pokol ez; (N); Aréna 2; 1988
- NI: Telepítvény; (N); Metamorf 3.; 1988
- NI: Utazzon Ön is űrkomppal!; (N); Aréna 3; 1988
- NI: Üvegpiramis; (N); Metamorf 3.; 1988
- NI: Xyl, a hálátlan idegen; (N); Spirál 6.; 1988
- NI: Az egyetlen túlélő; (N); Aréna 5; 1989
- NI: Fel a fejjel!; (N); Aréna 4; 1989
- NI: Ghouzm, a fenébe is!; (N); Helios 3.; 1989
- NI: Univerzum, anno...; (N); Millenium SF, Ózd; 1989
- NI (Tsz): Elnök lettél, menekülj!; (K); Helios 4.; 1990
- NI: Kérem, én nem tehetek semmiről; (N); Marsyas 10.; 1992
- Gordon I. Spencer (TSZ): Csillaghajók; (N); Csillaghajók; 1997
- JS: A Fügétlenség Napja; (K); Csillaghajók; 1997
- JS: A törvény szigora; (N); Ópiumkeringő; 1998
- JC & JS: A férfi, aki áthúzta a Szájnet...; (N); Ópiumkeringő; 1998
- JS: Emlékmázga; (N); Ópiumkeringő; 1998
- JS: Egészséges életérzés; (N); Csillagrobbanás; 1998
- JS: Eliza; (N); Csillagrobbanás; 1998
- JS: Arma Gedeon és az övön aluli...; (N); Feketecsuklyasok; 1999
- JS: A Dexon-manó; (N); A Jessa Fátyla; 1999
- JS: Az évezred utolsó labdarúgó..; (N); A Jessa Fátyla; 1999
- JS: A fiúk bűnéért az apák lakóinak; (N); Holtak Galaxisa; 2000
- JS: Az élet nem áll meg; (N); Holtak Galaxisa; 2000
- JS: A szerencse forgandó; (N); Aranypiramis; 2000
- JS: Hús és vér; (N); Riválisok; 2000
- NI: Egymásba gabalyodva; (N); Az Idő hidjai (Moebius); 2001
- JC: & JS: Menekülés Dcenből - részlet; (K); Az Idő kalózai; 2001
- JS: Hullócsillag; (K); Hullócsillag; 2001
- (Az "Álomvarázs" című könyv alapján)